# Número de Stanton
El número de Stanton (St) es un número adimensional que mide la relación entre el calor transferido a un fluido y su capacidad calorífica. Se usa para caracterizar la transferencia de calor en flujos de convección forzada.

## Simbología
| Símbolo                       | Nombre                                   | Unidad     |
| ----------------------------- | ---------------------------------------- | ---------- |
| {\displaystyle \mathrm {Nu} } | Número de Nusselt                        |            |
| {\displaystyle \mathrm {Pr} } | Número de Prandtl                        |            |
| {\displaystyle \mathrm {Re} } | Número de Reynolds                       |            |
| {\displaystyle \mathrm {St} } | Número de Stanton                        |            |
| {\displaystyle c_{p}}         | Capacidad calorífica a presión constante | J / (kg K) |
| {\displaystyle d}             | Dimensión de sección transversal         | m          |
| {\displaystyle h}             | Coeficiente de transferencia de calor    | W / (m2 K) |
| {\displaystyle k}             | Conductividad térmica                    | W / (m K)  |
| {\displaystyle \rho }         | Densidad                                 | kg / m3    |
| {\displaystyle u}             | Velocidad                                | m / s      |

## Descripción
Se define como:
{\displaystyle \mathrm {St} ={\frac {\text{Convección de calor}}{\text{Potencia de calor almacenada}}}}
|                                                                | 1                                                                                                  | 2                                                                                                  | 3                                                          | 4                                                          |
| -------------------------------------------------------------- | -------------------------------------------------------------------------------------------------- | -------------------------------------------------------------------------------------------------- | ---------------------------------------------------------- | ---------------------------------------------------------- |
| Ecuaciones                                                     | {\displaystyle \mathrm {St} ={\frac {h\ d^{2}\ \Delta T}{{\dot {m}}\ c_{p}\ \Delta T}}}            | {\displaystyle {\dot {m}}={\frac {m}{t}}}                                                          | {\displaystyle \rho ={\frac {m}{d^{2}\ L}}}                | {\displaystyle u={\frac {L}{t}}}                           |
| Simplificando                                                  | {\displaystyle \mathrm {St} ={\frac {h\ d^{2}}{{\dot {m}}\ c_{p}}}}                                | |                                                            |                                                            |
| Sustituyendo                                                   | {\displaystyle \mathrm {St} ={\frac {h\ d^{2}}{(m\ /\ t)\ c_{p}}}}                                 | {\displaystyle \mathrm {St} ={\frac {h\ d^{2}}{(m\ /\ t)\ c_{p}}}}                                 |                                                            |                                                            |
| Multiplicando {\displaystyle {\Bigl (}{\frac {L}{L}}{\Bigr )}} | {\displaystyle \mathrm {St} ={\frac {h\ d^{2}}{(m\ /\ t)\ c_{p}}}{\Bigl (}{\frac {L}{L}}{\Bigr )}} | {\displaystyle \mathrm {St} ={\frac {h\ d^{2}}{(m\ /\ t)\ c_{p}}}{\Bigl (}{\frac {L}{L}}{\Bigr )}} |                                                            |                                                            |
| Ordenando                                                      | {\displaystyle \mathrm {St} ={\frac {h}{c_{p}\ [m\ /\ (d^{2}\ L))]\ [L/t]}}}                       | {\displaystyle \mathrm {St} ={\frac {h}{c_{p}\ [m\ /\ (d^{2}\ L))]\ [L/t]}}}                       |                                                            |                                                            |
| Sustituyendo                                                   | {\displaystyle \mathrm {St} ={\frac {h}{c_{p}\ \rho \ u}}}                                         | {\displaystyle \mathrm {St} ={\frac {h}{c_{p}\ \rho \ u}}}                                         | {\displaystyle \mathrm {St} ={\frac {h}{c_{p}\ \rho \ u}}} | {\displaystyle \mathrm {St} ={\frac {h}{c_{p}\ \rho \ u}}} |

{\displaystyle \mathrm {St} ={\frac {h}{c_{p}\ \rho \ u}}}
|                                                                                  | 1 | 2                                                                                   | 3                                                                                   | 4                                                                                   |
| -------------------------------------------------------------------------------- | --- | ----------------------------------------------------------------------------------- | ----------------------------------------------------------------------------------- | ----------------------------------------------------------------------------------- |
| Ecuaciones                                                                       | {\displaystyle \mathrm {St} ={\frac {h}{c_{p}\,\rho \,u}}}                                                                                               | {\displaystyle \mathrm {Nu} ={\frac {h\ d}{k}}}                                     | {\displaystyle \mathrm {Re} ={\frac {\rho \ u\ d}{\mu }}}                           | {\displaystyle \mathrm {Pr} ={\frac {\mu \ c_{p}}{k}}}                              |
| Multiplicando {\displaystyle {\Bigl (}{\frac {\mu \ k\ d}{\mu \ k\ d}}{\Bigr )}} | {\displaystyle \mathrm {St} ={\frac {h}{c_{p}\,\rho \,u}}{\Bigl (}{\frac {\mu \ k\ d}{\mu \ k\ d}}{\Bigr )}}                                             |                                                                                     |                                                                                     |                                                                                     |
| Ordenando                                                                        | {\displaystyle \mathrm {St} ={\Bigl (}{\frac {h\ d}{k}}{\Bigr )}{\Bigl (}{\frac {k}{\mu \ c_{p}}}{\Bigr )}{\Bigl (}{\frac {\mu }{\rho \ u\ d}}{\Bigr )}} |                                                                                     |                                                                                     |                                                                                     |
| Sustituyendo                                                                     | {\displaystyle \mathrm {St} ={\frac {\mathrm {Nu} }{\mathrm {Re} \ \mathrm {Pr} }}}                                                                      | {\displaystyle \mathrm {St} ={\frac {\mathrm {Nu} }{\mathrm {Re} \ \mathrm {Pr} }}} | {\displaystyle \mathrm {St} ={\frac {\mathrm {Nu} }{\mathrm {Re} \ \mathrm {Pr} }}} | {\displaystyle \mathrm {St} ={\frac {\mathrm {Nu} }{\mathrm {Re} \ \mathrm {Pr} }}} |

{\displaystyle \mathrm {St} ={\frac {\mathrm {Nu} }{\mathrm {Re} \ \mathrm {Pr} }}}
- Datos: Q901845